# عروس (فیلم ۱۹۷۳)
«عروس» (ترکی استانبولی: Gelin) یک فیلم به کارگردانی عمر لطفی آکاد است که در سال ۱۹۷۳ منتشر شد.